# Troll (filme)
Troll (bra: O Troll da Montanha; prt: Trol) é um filme de monstro norueguês de 2022 dirigido por Roar Uthaug. É estrelado por Ine Marie Wilmann, Kim Falck, Mads Sjøgård Pettersen, Gard Eidsvold, Pål Richard Lunderby e Eric Vorenholt. O filme tem como inspiração uma criatura mítica do folclore escandinavo.
Foi lançado pela Netflix em 1º de dezembro de 2022. Recebeu críticas geralmente positivas, com elogios às atuações, trilha sonora, fotografia, direção e efeitos visuais, mas com críticas ao roteiro.

## Elenco
- Ine Marie Wilmann como professora Nora Tidemann
  - Ameli Olving Sælevik como a Nora Tidemann jovem
- Kim Falck como Andreas Isaksen
- Mads Sjøgård Pettersen como Capitão Kristoffer Holm
- Gard B. Eidsvold como Tobias Tidemann
- Anneke von der Lippe como Primeira-Ministra Berit Moberg
- Fridtjov Såheim como Ministro da Defesa Frederick Markussen
- Dennis Storhøi como Chefe da Defesa General Sverre Lunde
- Karoline Viktoria Sletteng Garvang como Sigrid Hodne
- Yusuf Toosh Ibra como Amir
- Bjarne Hjelde como Chefe do Tribunal Rikard Sinding
- Billy Campbell como Dr. David Secord
- Jon Ketil Johnsen como Professor Møller
- Duque Paul Mai-The como Professor Wangel
- Ingrid Vollan como Oddrun Gundersen
- Trond Magnum como Lars Gundersen
- Pal Richard Lunderby como Fisker
- Eric Vorenholt como Oficial da OPS
- Hugo Mikal Skår como Soldado de helicóptero

## Recepção
No Rotten Tomatoes, o filme detém um índice de aprovação de 89% com base em 28 críticas, com nota média de 6,50. O consenso do site diz: "Troll não reescreve os livros de regras dos filmes de monstros - mas com uma mitologia tão rica e uma ação tão empolgante, não precisa". O Metacritic atribui ao filme uma pontuação (usando uma média ponderada) de 62 em 100, indicando críticas "geralmente favoráveis".